# Privjetrinski otoci (Antili)
Privjetrinski otoci su južni, općenito veći otoci Malih Antila. Dio su Kariba leže južno od Zavjetrinskih otoka, otprilike između zemljopisne širine 10° i 16° N i dužine 60° i 62° W.
Naziv se također koristio za označavanje britanske kolonije koja je postojala između 1833. i 1960. i izvorno se sastojala od otoka Grenada, Sveta Lucija i Sveti Vincent. Danas ti otoci čine tri suverene države, a potonja je danas poznata kao Sveti Vincent i Grenadini.
Otok Dominika tradicionalno se smatrao dijelom Zavjetrinskih otoka sve do 1940. kada je iz kolonije Britanskih zavjetrinskih otoka premješten u Britanske privjetrinske otoke. Sada čini četvrtu suverenu državu u skupini.
Barbados (do 1885.) i Tobago (do 1889.) također su bili dio kolonije Britanski Privjetrinski otoci, ali se danas ne smatraju dijelom skupine Privjetrinskih otoka.

## Ime i geografija
Prevladavajući pasati u Karibima pušu od istoka prema zapadu. Kombinacija transatlantskih struja i vjetrova koji su osiguravali najbrži put preko oceana dovela je jedrenjake koji su išli u Novi svijet do grube razdjelnice između dvije skupine otoka. Oni koji su pali u privjetrinu postali su Privjetrinski otoci, u zavjetrinu Zavjetrinski otoci .
Jedrenjaci koji polaze iz Afrike prvo bi naišli na najjugoistočnije "privjetrinske" otoke Malih Antila na svom zapadu-sjeverozapadu idući prema konačnim odredištima na Karibima, Srednjoj Americi i Krajnjoj Sjevernoj Americi. Lanac Zavjetrinskih otoka čini dio najistočnije granice Karipskog mora.
Međutim, čak i u suvremenoj upotrebi u jezicima koji nisu engleski, osobito nizozemski, francuski i španjolski, svi Mali Antili od Djevičanskih otoka do Trinidada i Tobaga poznati su kao 'Otoci privjetrine' (niz. Bovenwindse Eilanden, fra. Îles du Vent I špa. Islas de Barlovento). ABC-otoci i drugi otoci duž venezuelanske obale, poznati na engleskom kao Zavjetrinski Antili, poznati su u drugim jezicima osim engleskog kao "Zavjetrinski otoci".

## Države i teritoriji
Postoje četiri države i jedan teritorij u Privjetrinskim otocima. Od sjevera prema jugu, to su:
- Dominika
- Martinik ( Francuska)
- Sveta Lucija
- Sveti Vincent i Grenadini
  - Grenadini
  - Sveti Vincent
- Grenada
  - Carriacou i Petite Martinique

## Vanjske poveznice
- Chisholm, Hugh, ur. 1911. Windward Islands . Encyclopædia Britannica (engleski). 26. 11th izdanje. Cambridge University Press. str. 716